# 上田文雄
上田 文雄（うえだ ふみお、1948年6月11日 - ）は、日本の政治家、弁護士。北海道札幌市長（第9代・3期）、札幌弁護士会副会長を務めた。

## 来歴
北海道中川郡幕別町生まれ。父は保守系の幕別町議会議員であった。北海道帯広三条高等学校、中央大学法学部卒業。
1975年、26歳で司法試験に合格し、司法修習第30期を修了。弁護士登録し、道央法律事務所に所属する（当時の同僚に後の北海道知事・衆議院議長となる横路孝弘がいる。1983年北海道知事選挙では横路の勝手連に参加した）。「全国中学校一斉学力調査」を阻止しようとした反対派が公務執行妨害罪などに問われた旭川学力テスト事件の弁護も担当した。1985年、幌延町に高レベル放射性廃棄物貯蔵施設を誘致する計画に対して生活クラブなどの賛同者と共に誘致反対運動を行い、泊原発の3号機建設反対の運動などにも参加した。
1994年、札幌弁護士会副会長に就任。2001年から日本弁護士連合会人権擁護委員会副委員長を務める。1998年、NPO法施行を視野に、NPO推進北海道会議を母体として北海道NPOサポートセンターを設立、初代理事長となる。

### 政界進出
2003年4月、札幌市長選挙に民主党・市民ネットワーク北海道の推薦を受けて立候補。札幌市長選挙として過去最高の7名が立候補した選挙であり、全候補者中最多の票を獲得したものの、得票率は21.7%で、25%を下回ったため公職選挙法の規定により当選できず、6月に政令指定都市で史上初となる再選挙が行われた。再選挙には新たに社民党の支持も受けて再び立候補。自民党・保守新党が推薦し、公明党が支持した前衆議院議員で元北海道放送キャスターの石崎岳と元参議院議員の中尾則幸らを破り、初当選を果たした。
2004年、国民年金保険料を司法研修生時代の約2年間を除き、市長になるまで、27年2ヶ月未納し続けていたことが発覚した（詳細は「政治家の年金未納問題」を参照）。市長就任後、市職員が加入する共済年金の手続きをする際に国民年金保険料の未払いが分かり、2年分は遡って支払った。上田は「失念した状態がずっと続いた。国民年金への信頼が揺らいでいる中、誠に申し訳ない」と謝罪した。
2007年の札幌市長選挙では、元国土交通官僚の清治真人らを破り再選。
2011年の札幌市長選挙では、民主党に強い逆風が吹く中、東日本大震災の影響による選挙戦自粛ムードなども手伝って、元総務官僚の本間奈々を破り、3選を果たした。また、2011年大阪市長選挙では、現職の平松邦夫の街頭演説に駆けつけ「平松さんは19政令市のリーダー」と述べた。
2014年、自身の連合後援会役員会で2015年の札幌市長選挙に立候補せず、民主党北海道で擁立論が出ていた北海道知事選挙についても「全く考えていない。（今後も）考えることはない」と否定し、政界からの引退を表明した。その後、副市長の秋元克広を後継指名した。

### 政界引退後
市長退任後は、弁護士業務のほか市民運動家として活動している。2016年に公益財団法人パシフィック・ミュージック・フェスティバル組織委員会会長、2019年には長野県松本市観光大使に就任。
2022年2月24日、ロシア軍がウクライナに侵攻。上田は4月20日の午後、在札幌ロシア連邦総領事館を訪れセルゲイ・マーリン総領事と約1時間にわたり議論。大国であるロシアは国際連合憲章33条の平和的解決義務に従い、軍を即時撤退させるべきと申し入れた。

## 札幌市政
- 全国市民オンブズマン連絡会議による政令指定都市を対象にした「全国情報公開度ランキング」での札幌市の順位は、上田が市長に就任した後の2004年度は前年度（桂信雄市政下）の9位から順位を上げ全国1位[14]、2005年度は静岡市に次ぐ2位[15]、2006年度はまた1位に返り咲いた[16]。

### 五輪招致
2014年11月、札幌市議会で2026年の冬季オリンピックの札幌への招致を表明した。

### 札幌市アイヌ施策課の官製談合
2015年4月、札幌市アイヌ施策課が正規手続きを踏まず、特定業者に業務発注を繰り返した官製談合があったとして、市は職員と発注先の関係者を告発した。この業者はクルーズ社で、上田に政治資金を提供していた。
告発に先立つ2014年12月に札幌市は記者会見を行い、2003年のアイヌ文化交流センター開設当時にクルーズ社が推薦されて以来、アイヌ施策課がクルーズ社に発注を続けてきたこと、100万円以上の契約は競争入札と決まっているのに、クルーズ社に独占受注させていたこと、歴代6人のアイヌ施策課長への調査で組織ぐるみであると判明したことを明らかにした。クルーズ社との契約は2014年度までに計12件。アイヌ関連施設開館時に、印刷物監修担当の関係者らが「人権啓発用ノートの作成業務」にクルーズ社を推薦していた。その後、指名競争入札などで正規手続きをしないままクルーズ社との契約が慣例化していた。この間、約20人の市職員が契約手続きに携わり、担当部長や課長が決裁していた。
上田は「市民の信頼を大きく損ね、深くおわびする」と謝罪するコメントを発表したが、辞職はしなかった。

## 家族
- 娘は弁護士の上田絵理。

## 出演

### 映画
- 探偵はBARにいる（2011年9月10日公開） - 札幌市長 役
  - 探偵はBARにいる2 ススキノ大交差点（2013年5月11日公開） - 札幌市長 役

## 著書
- 「医療はかく裁かれた - 患者の人権は護られているか」 クルーズ、2003年 ISBN 4905756197
- 「札幌ちょっといい話　私が札幌を好きになった理由」 コア・アソシエイツ、2006年 ISBN 4902969386